# آخاتس
آخاتس در اسطوره‌شناسی روم و اسطوره‌شناسی یونانیممکن است به یکی از موارد زیر اشاره داشته باشد:
- آخاتس (انه‌اید)، از همراهان تبعیدی آئنیاس.[۱]

آ* خاتس، یک سیسیلی که به اریستائوس آمد تا به دیونیسوس در لشکرکشی هندی‌اش بپیوندد.